# Historisch-Theologische Auslegung (Kommentarreihe)
Die Historisch-Theologische Auslegung (HTA) ist eine Kommentarreihe zum Neuen Testament, die vom R. Brockhaus Verlag in Zusammenarbeit mit dem Verlag Brunnen Verlag veröffentlicht wird.
Der Anspruch der Kommentarreihe ist es, die Bibel wissenschaftlich konservativ auszulegen. Damit soll die Reihe eine Alternative zu historisch-kritischen Werken sein. Es handelt sich um eine der ersten deutschen evangelikalen Kommentarreihen auf wissenschaftlichem und akademischen Niveau seit geraumer Zeit. Die letzte Reihe mit einem derartigen Anspruch war der Kommentar zum Neuen Testament, der von Theodor Zahn Anfang des 20. Jahrhunderts herausgegeben wurde. Andere evangelikale Kommentare wie die Wuppertaler Studienbibel oder der Edition C Kommentar zum Neuen Testament haben nicht diesen wissenschaftlichen Anspruch.
Die Idee zu dieser Kommentarreihe entstand im Rahmen der Facharbeitsgruppe Neues Testament (FAGNT) des Arbeitskreises für evangelikale Theologie (AfeT).
Herausgegeben wird der Kommentar von dem vierköpfigen Herausgeberteam Gerhard Maier, Rainer Riesner, Heinz-Werner Neudorfer und Eckhard J. Schnabel.

## Ziel
Das Ziel der Kommentarreihe ist es, aufbauend auf einer historisch-philologisch exakten Exegese die Relevanz und Aussagen des Textes in den Kontext der Gemeinde in der heutigen Zeit zu transportieren. Dabei soll der Kommentator sich zwar nicht mit der vollständigen Auslegungsgeschichte auseinandersetzen, aber bedeutende Auslegungspositionen sollen ausgewogen vorgestellt und kritisch hinterfragt werden.

## Aufbau
Der Aufbau der Kommentare folgt einem vorgegebenen Schema:
- Zu Beginn werden verschiedene relevante Einleitungsfragen besprochen, wie z. B. die Frage nach dem Verfasser oder nach den Adressaten.
- Dann folgt die eigentliche Auslegung des Bibelbuches. Die Auslegung selbst ist in vier Abschnitte unterteilt:
  - Im 1. Abschnitt wird die zu untersuchende Perikope aus dem griechischen Urtext möglichst präzise und wortgetreu übersetzt. Diese Übersetzung ist dann die Arbeitsgrundlage für die Auslegung.
  - Im 2. Abschnitt wird der zu untersuchende Abschnitt im Hinblick auf Kontext, Aufbau, literarische Gattung etc. untersucht.
  - Der 3. Abschnitt liefert eine Vers-für-Vers-Exegese.
  - Im 4. Abschnitt wird eine kurze Zusammenfassung gegeben, die die erzielten Ergebnisse bündeln soll. In dieser Zusammenfassung soll u. a. eine Brücke in die Gegenwart geschlagen werden. Dabei soll auch gezeigt werden, wie der Text heutzutage praktisch verstanden und angewendet werden kann.

## Bisher erschienene Bände (chronologisch)
- Heinz-Werner Neudorfer: Der erste Brief des Paulus an Timotheus. 2004, ISBN 3-417-29721-4
- Gerhard Maier: Der Brief des Jakobus. 2004, ISBN 3-417-29722-2
- Eckhard J. Schnabel: Der erste Brief des Paulus an die Korinther. 2006, ISBN 3-7655-9724-4
- Hans F. Bayer: Das Evangelium des Markus. 2008, ISBN 978-3-417-29726-3
- Gerhard Maier: Die Offenbarung des Johannes 1–11. 2009, ISBN 978-3-417-29727-0
- Gerhard Maier: Die Offenbarung des Johannes 12–22. 2012, ISBN 978-3-7655-9728-2
- Heinz-Werner Neudorfer: Der Brief des Paulus an Titus. 2012, ISBN 978-3-417-29729-4
- Gerhard Maier: Das Evangelium des Matthäus 1–14. 2015, ISBN 978-3-417-29730-0
- Eckhard J. Schnabel: Der Brief des Paulus an die Römer, Kapitel 1–5. 2015, ISBN 978-3-417-29731-7
- Detlef Häußer: Der Brief des Paulus an die Philipper. 2016, ISBN 978-3-7655-9732-9
- Eckhard J. Schnabel: Der Brief des Paulus an die Römer, Kapitel 6–16. 2016, ISBN 978-3-417-29735-5
- Heinz-Werner Neudorfer: Der zweite Brief des Paulus an Timotheus. 2017, ISBN 978-3-417-29734-8
- Gerhard Maier: Das Evangelium des Matthäus 15–28. 2017, ISBN 978-3-417-29732-4
- Joel White: Der Brief des Paulus an die Kolosser. 2018, ISBN 978-3-7655-9736-7
- Fritz Röcker: Der erste Brief des Paulus an die Thessalonicher. 2021, ISBN 978-3-417-29737-9
- Wilfried Haubeck: Der Brief des Paulus an die Epheser. 2023, ISBN 978-3-417-29740-9
- Jürg Buchegger-Müller: Die Briefe des Johannes. 2023, ISBN 978-3-417-29739-3